# Estola annulipes
Estola annulipes là một loài bọ cánh cứng trong họ Cerambycidae.